# Gassol
Gassol és una Àrea de Govern Local (AGL) en l'Estat de Taraba, Nigèria. Té la seu a la ciutat de Mutum Biyu (o Mutumbiyu o Mutum Mbiyu) en l'autopista A4. Amb una superfície de 5.548 km² té una població de 244.749 persones al cens del 2006.
La frontera nord de Gassol és el riu Benue, i el riu Taraba flueix al nord travessant la zona fins a la confluència amb el Benue.
Gassol és una de les vuit AGL de l'Estat de Taraba amb una població majoritàriament Mumuye.